# Pleonomoides
Pleonomoides là một chi bọ cánh cứng trong họ 
Elateridae.
Chi này được miêu tả khoa học năm 1907 bởi Schwarz.

## Các loài
Các loài trong chi này gồm:
- Pleonomoides brincki Laurent, 1974
- Pleonomoides flavus (Schwarz, 1903)